# Mühlenteich (Springhoe)
Der Mühlenteich Springhoe ist ein Teich im Verlauf der Mühlenbarbeker Au im Kreis Steinburg im deutschen Bundesland Schleswig-Holstein westlich der Ortschaft Lockstedt auf dem Gut Springhoe. Der Teich ist ca. 6 ha groß.